# Campionati europei di atletica leggera 1946 - Salto in lungo maschile
La gara del salto in lungo maschile si tenne il 24 agosto 1946.

## Risultati

### Qualificazioni
| Pos | Nome                     | Nazione        | Misura | Note |
| --- | ------------------------ | -------------- | ------ | ---- |
| 1   | Olle Laessker            | Svezia         | 7.18   | Q    |
| 2   | Lucien Graff             | Svizzera       | 7.09   | Q    |
| 3   | Egidio Pribetti          | Italia         | 7.08   | Q    |
| 4   | Oliver Steinn Johannsson | Islanda        | 7.06   | Q    |
| 5   | Denis Watts              | Regno Unito    | 7.00   | Q    |
| 6   | Miroslav Řihošek         | Cecoslovacchia | 6.98   | Q    |
| 7   | Stig Håkansson           | Svezia         | 6.94   | Q    |
| 8   | Zdeněk Matys             | Cecoslovacchia | 6.78   | Q    |
| 9   | Mees Naaktgeboren        | Paesi Bassi    | 6.77   |      |
| 10  | Jean Studer              | Svizzera       | 6.74   |      |
| 11  | Björn Vilmundarson       | Islanda        | 6.69   |      |
| 12  | Armand Bour              | Francia        | 6.58   |      |
| 13  | Léopold Delcour          | Belgio         | 6.56   |      |
| 14  | Preben Larsen            | Danimarca      | 6.53   |      |

### Finale
| Pos | Name                     | Nationality    | Result | Notes |
| --- | ------------------------ | -------------- | ------ | ----- |
| 1   | Olle Laessker            | Svezia         | 7.42   |       |
| 2   | Lucien Graff             | Svizzera       | 7.40   |       |
| 3   | Miroslav Řihošek         | Cecoslovacchia | 7.29   | NR    |
| 4   | Egidio Pribetti          | Italia         | 7.28   |       |
| 5   | Stig Håkansson           | Svezia         | 6.97   |       |
| 6   | Denis Watts              | Regno Unito    | 6.95   |       |
| 7   | Zdeněk Matys             | Cecoslovacchia | 6.92   |       |
| 8   | Oliver Steinn Johannsson | Islanda        | 6.82   |       |